# Убальдо Акіно
Убальдо Акіно Вальденсано (ісп. Ubaldo Aquino Valdezano, нар. 2 травня 1958) — парагвайський футбольний арбітр категорії ФІФА.

## Біографія
Арбітр ФІФА у 1995—2003 роках. Обслуговував ігри Кубка конфедерацій 1999 року, чемпіонату світу 2002 року, двох Кубків Америки 1999 та 2001 років (у 2001 році судив фінал)., а також кваліфікаційні зустрічі чемпіонатів світу 1998, 2002 та 2006 років, а також молодіжний чемпіонат світу 1997 року.
Після завершення кар'єри Акіно у 2007—2014 роках працював координатором суддів у Парагвайської футбольної асоціації.

## Матчі

### Кубок Америки
- 4 липня 1999;  Аргентина 0:3  Колумбія. «Фелісіано Касерес», Луке, Парагвай.
- 13 липня 1999;  Уругвай 1:1 (пен. 5:3)  Чилі. «Дефенсорес дель Чако», Асунсьйон, Парагвай.
- 14 липня 2001;  Колумбія 1:0  Еквадор. «Метрополітан Роберто Мелендес», Барранкілья.
- 23 липня 2001;  Бразилія 0:2  Гондурас. «Палогранде», Манісалес.
- 29 липня 2001;  Колумбія 1:0  Мексика. «Немесіо Камачо», Ель Кампін, Богота.

### Чемпіонат світу
- 1 червня 2002;  Німеччина 8:0  Саудівська Аравія. «Саппоро Доум», Саппоро[14].
- 16 червня 2002;  Швеція 1:2  Сенегал. Оїта Банк Доум, Оїта[15].

## Критика
Акіно зазнав критики через своє суддівство в півфіналі Кубка Лібертадорес 2001 року між бразильським «Палмейрасом» і аргентинським «Бока Хуніорс». Гра проходила на стадіоні Бомбонера в Ла Боці, передмісті Буенос-Айреса, і завершилася з рахунком 2:2. У 2016 році колишній наставник «Палмейрас» Селсо Рот розповів в інтерв'ю ESPN Brasil, що арбітр зізнався йому в своєму упередженому суддівстві після закінчення гри, ще до того, як команда дісталася до аеропорту Есейса.